# Schweizerischer Auto- und Motorradfahrer-Verband
Der Schweizerische Auto- und Motorradfahrer Verband (SAM) wurde im Jahre 1927 unter der Bezeichnung Ostschweizerischer Motorradfahrer Verband (OMV) in Weinfelden TG gegründet. Der SAM bezweckt den Zusammenschluss der motorisierten Strassenbenützer zu einem organisierten Verband.
Er unterstützt die Förderung des allgemeinen Motorfahrzeugwesens durch Eintreten für den Verkehr von Motorfahrzeugen und Abwehr ungerechtfertigter Verbote, Vorschriften und Belastungen, Respektierung der gesetzlichen Vorschriften, Bekämpfung aller negativen Auswüchse des Motorfahrwesens, aktive Unterstützung von Massnahmen und Informationen der Mitglieder über Verkehrserziehung, Wahrung der Interessen und Rechte der Mitglieder durch Mitgliedschaften in Dach- und entsprechenden Verbänden, Pflege der Kameradschaft und des Gedankenaustausches, Gelegenheit der Teilnahme an offiziellen motorsportlichen Motocross-, Supermoto-, Freestyle-, Hillclimbing-, Auto-Geschicklichkeitsfahren- und Trial-Veranstaltungen.
Dem SAM sind rund 70 Sektionen mit 6’500 Mitgliedern angeschlossen, er verlegt sein offizielles Verbandsorgan „Motorjournal“, das 12 × pro Jahr erscheint, und stellt das Zolldokument „Carnet de Passages“ aus. Er bezweckt die Neugründung und Aufnahme von weiteren Sektionen (auch Markenclubs).
Der SAM leistet an seine Mitglieder Dienstleistungsentschädigungen, für Pannenhilfe Inland, Pannenhilfe Ausland (gegen Verrechnung eines Kostenbeitrages), Rechtsauskunft, Wild- und Marderschaden, Subventionen an Sicherheitskurse und Schutzhelme, Werbeprämie für jedes neu geworbene Mitglied.
Im SAM werden folgende Motorsportarten ausgetragen, die alle zur SAM-Schweizermeisterschaft zählen:
Motocross: ca. 300 Lizenzen, ca. 12 Veranstaltungen pro Jahr
Supermoto: ca. 250 Lizenzen, ca. 8 Veranstaltungen pro Jahr
Trial: ca. 50 Lizenzen, ca. 10 Veranstaltungen pro Jahr
Auto-Geschicklichkeitsfahren: keine Lizenz nötig, ca. 8 Veranstaltungen pro Jahr